# Chiesa di San Vito (Braies)
La chiesa di San Vito (in tedesco Kirche St. Veit) è la parrocchiale di San Vito (St. Veit), frazione di Braies (Prags) in Alto Adige. Appartiene al decanato di San Candido-Dobbiaco della diocesi di Bolzano-Bressanone e risale al XVI secolo.

## Descrizione
La chiesa è un monumento sottoposto a tutela col numero 16450 nella provincia autonoma di Bolzano.
Il campanile contiene 4 campane in Do4 (Do4, Re4, Mi4, Fa4) elettrificate a slancio tirolese tutte fuse a Trento: le 3 maggiori da Luigi Colbachini nel 1925, la piccola da Carlo Chiappani nel 1901).